# 諾克·耐維斯號
諾克·耐維斯號是一艘曾屬於挪威籍、已經拆除的超大型原油運輸船（Ultra Long Crude Carrier，ULCC）等級之超級油輪。改建后，它是前世界上最長的船隻與人工製造水面漂浮物，船長超過1/4英里（458公尺），比橫躺下來的艾菲爾鐵塔還長；而其全載重量則高達657,019噸，是載重噸位的前世界記錄保持者，并从DWT小于50万吨一跃成为有史以来DWT超过50万吨的7艘人工製造水面漂浮物之首（另有4艘Batillus级和2艘Esso atlantic级）。在2004年經營業主易手改名為「諾克·耐維斯」之前，它又曾名為追浜号（1976年），海上巨人號（1979年），快樂巨人號（1989年），與亞勒維京號（1991年）。2004年3月該輪進入杜拜乾塢進行改裝工程並改名為諾克·耐維斯號，改裝後作為浮動式儲存與卸載油駁（Floating Storage and Offloading unit，FSO），曾長期停泊在卡達的夏辛油田（Al Shaheen Oilfield）做為外海儲油用途。2009年12月，該船被出售给印度的拆船業者，改名为Mont。2010年1月4日，于印度古吉拉特邦亞蘭市拆解。其36噸重的船錨則保存於香港海事博物館作展覽。

數個人工構造物的長度比較示意，由上而下分別是：
五角大楼（藍色壓底圖案，431m）、Apple Park（綠色壓底圖案，464m)、瑪麗皇后二號郵輪（345m）、企業號核動力航空母艦（342m）、興登堡號飛船（245m）、大和號戰艦（263m）、帝国大厦（443m），與諾克·耐維斯號（458m）

## 歷史

諾克·耐維斯號與一些世界知名的船隻之尺碼比較，由上至下分別為：
1.諾克耐維斯號；2.貨櫃輪艾瑪·馬士基號；3.豪華郵輪瑪麗皇后二號；4.鐵砂散裝貨輪柏格斯達號；5.航空母艦企業號

諾克·耐維斯號最早是在1976年12月時，於住友重機械工業位於日本橫須賀市的追浜造船所（Oppama Shipyard，目前已改名為橫須賀製造所）起造，船體編號1016號，並獲得海上巨人號（Seawise Giant，1979年）的命名。海上巨人號原本的訂購者是一名希臘船運業者，但他在擁有該船三年後，在船隻尚未完工之前就因破產之故，將這艘船轉賣給香港籍的船王董浩雲。
此船于1974年正式获得订单，原设计为418,611噸（DWT）单船壳(Single Hull)油轮，1975年3月19日起建，仅不到6个月后，1975年9月4日即船壳下水，1976年舾装完成并暂以1016号工厂船壳号为名进行海试。原计划可与法国“Batillus”级超级油轮竞争，553,662吨（DWT）级的“Batillus”级共4艘，首船Batillus号的建造几乎与1016号同步，于1975年铺设龙骨，1976年舾装完成，随即投入运营（后亦因单船壳船体结构问题，于1983提前退役，1985年拆解）。1016号下水和海试中发现诸多技术问题，尤其是单薄的船体在一定的状态下（如紧急倒车），多处发生超出预计的振颤，被原希腊订购方拒收，所以也未能以希腊方原先设想的“porthos”号冠名并投入运营，1976年5月26日住友重機械工業将其归档为“已交付/Delivered”并以船厂所在地追浜将其首次命名为“追浜/Oppama”号后搁置。
在旷日持久的诉讼中，原希腊订购方既不能将其投入运营又压滞巨额资金，因而宣告破产，住友重機械工業不得不寻找新的买家，并于1979年將此船折价轉賣香港船东董浩云，后首次更名为“海上巨人/Seawise Giant”号，当年投入一次往返日本与波斯湾的运营。运营中意识到船体问题难以回避，于是又退出运营进行改建，因设计和资金问题拖延了长达2年。主要改建项为将船体改为双船底以增强船体结构，最大改建项是针对航行时受激波脱离影响最大的船舯前段，在1980年7月至10月于日本津市耗费3个月，将原船中间截断，插入一个长达81米的新增的双船壳舱段；同时希望以增加运营酬载挽回改建损失；但这也使船体过长却未相应加宽加深，超出原来应对通常不良海况下的海浪波长的计算，因此在甲板铺设大量管道，以便在航行中应时调整各舱配载（尽管如此，于1983年仍因结构问题在满载原油航行时船体受损，并因适逢国际油价低迷，一度暂改为海上原油存储平台）。最终形成主要为双船底，而小段为包含双船底的双船壳结构。改建後原本已有418,611噸（DWT）水位的海上巨人號加長“ 数”公尺(376.7m to 458.45m)，而增加146,152 噸的水位達564,763噸（DWT），其高達825,614噸的總承載後重量（Gross Loaded Weight，GLW）使海上巨人號正式成為當時世界上最巨大的船隻。兩年後，1981年時，海上巨人號終於改建完成并开始正式运营，比“Batillus”号迟了5年。主要的任務是在墨西哥灣與加勒比海一帶運輸原油。
當時正進行中的兩伊戰爭嚴重影響波斯灣地區石油的生產與運輸，因為伊拉克宣佈任何載運伊朗（或其他阿拉伯國家）所生產原油的船隻都將成為伊拉克襲擊的目標，但海上巨人號仍然冒險進入波斯灣海域進行運輸工作，終於招致不幸，在1988年5月14日航經荷姆茲海峽時，遭伊拉克戰機以法製飛魚反艦飛彈攻擊重創，坐底沉在伊朗的哈爾克島海岸外之淺海海域。所幸当时所处海域水深较浅，海底也较平坦，海上巨人号仍有部分露于水面，也可说处于搁浅状态。且正处于前往伊朗装载原油途中，为空舱，仅具数千吨燃料用重油，未酿成严重生态灾难。沈沒後的海上巨人號就以這狀態一直存留在海底，直到兩伊戰爭結束。
1989年，海上巨人號被以3千5百萬美元的代價轉賣給挪威的聯合私募基金諾曼國際（Norman International），船隻在打撈起來後被拖至新加坡的吉寶造船廠，自1990年10月起進行大規模修復工作，這次的維修需要3200噸的鋼原料，更換掉的管線長達32公里，需要6千萬美元的修繕費用。在經過一場堪稱全世界最大規模的船隻修復工程後，這艘船被改名為快樂巨人號（Happy Giant）後重新復出。
諾曼國際實際營運快樂巨人號的時間並不久，1991年時他們將這艘船以3千9百萬美元的價格賣給另一家挪威船公司亞勒海運（Jahre），而該船也同時改名為亞勒維京號（Jahre Viking）。在歷經十餘年的服務後，亞勒維京號被轉賣給新加坡籍的第一奧森油輪（First Olsen Tankers），並且改名為諾克·耐維斯號（Knock Nevis），該公司與卡達的快桅石油（Maersk Oil）簽訂一紙合約，租賃這艘船三到五年的時間，停在夏辛油田作為海上儲藏與裝卸原油的設施。
為此諾克耐維斯號在2004年3月進入卡達乾塢進行FSO化的改裝，改裝項目包括主要管線的重設，新的泊靠系統，與一個直昇機停機坪的裝設等，並於6、7月間開始啟用。
2009年12月，結束FSO用途後，船體被卖给印度，命名为“Mont”。2010年1月4日，于印度古吉拉特邦的亞蘭市拆解。

## 相關數據

豎立起的諾克·耐維斯號與一些世界知名的摩天大樓之高度比較

諾克耐維斯號能夠容納將近650,000立方公尺的原油（將近410萬桶），利用其3.5吋厚、由住友造船開發的雙層船體技術，來防止原油意外滲漏污染環境的可能。然而，滿載後的這艘船吃水超過24公尺，因此無法通過水深較淺的世界主要航道，例如英吉利海峽，蘇伊士運河就更不用說了。另外，由於這樣的吃水深，滿載時的諾克·耐維斯號並無法進入世界大部分的主要港口，而需要特殊的接駁設施，在外海直接卸載原油。
諾克耐維斯號是世界上最巨大的船隻，其高度的自動化設計與電腦輔助，僅需用35至40名的船員就能順利航行。
- 船名：諾克耐維斯（Knock Nevis）
- 國際海事組織（IMO）編號：7381154
- 起造年份：1976年12月
- 完工年份：1979年
- 建造廠商：住友重機械工業（日本）
- 船隻船種：油輪
- 貨物種類：原油
- 國籍：新加坡
- 船主：第一奧森油輪（First Olsen Tankers，新加坡）
- 經營單位：佛瑞德·奧森生產公司（Fred. Olsen Production a.s，為第一奧森油輪的子公司）
- 排水量 ：81,879吨（空载）；646,642吨（满载）
- 载重（淨噸DWT）：564,763噸（經重建後）
- 總註冊噸位（GT）：260,941噸
- 吃水：24.61公尺
- 舷寬：68.86公尺
- 船長：458公尺
- 航速：13節
- 動力：住友Stal-Laval AP蒸汽渦輪機，50,000匹（37,300千瓦），轉速85 RPM
- 體積：658,362立方公尺